# Monumento a los castellers (Villafranca del Panadés)

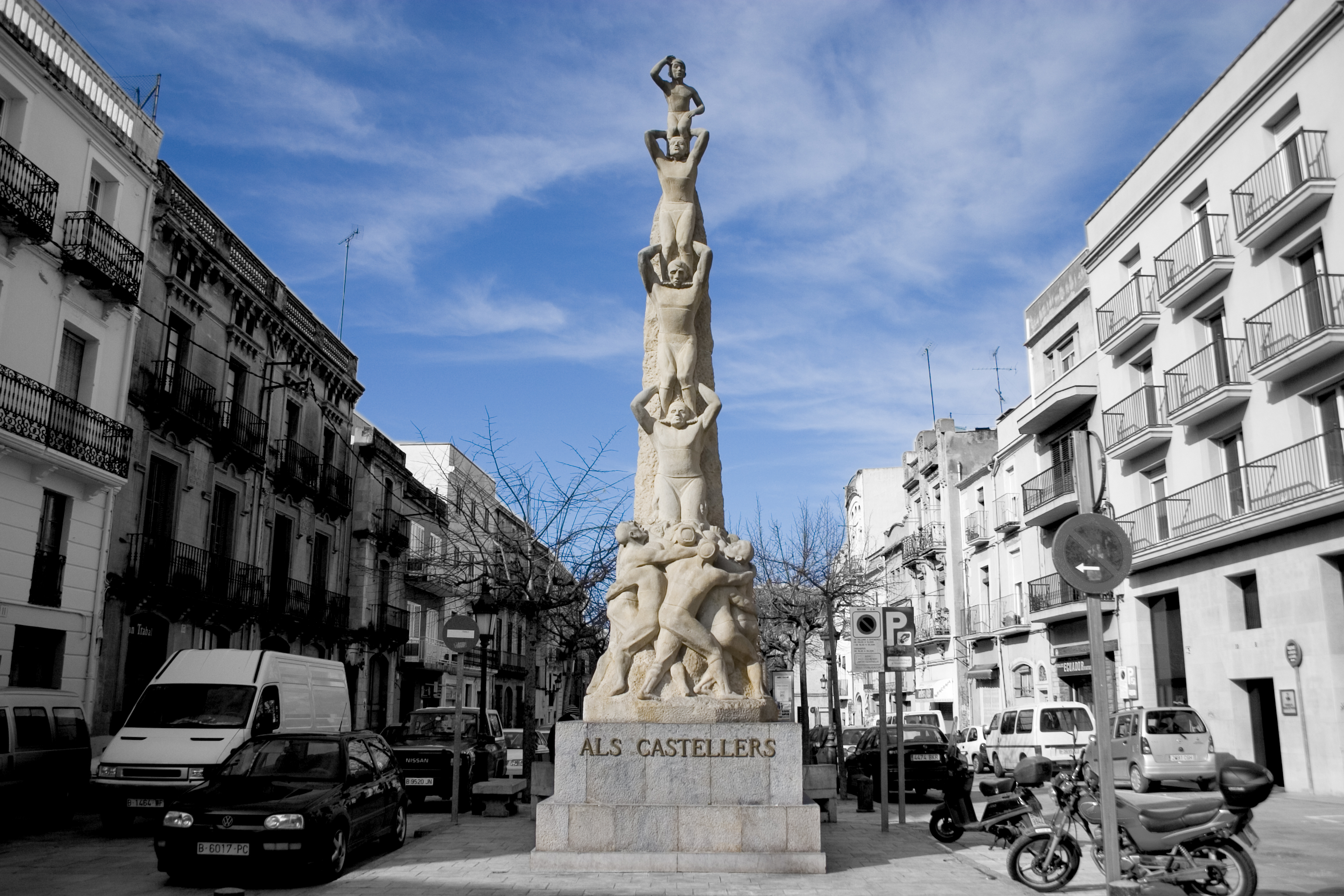
Monumento a los castellers de Villafranca del Panadés

El monumento a los castellers (en catalán: monument als castellers) es una escultura ubicada en Villafranca del Panadés, realizada por el escultor catalán Josep Cañas (1905-2001) en honor a los castellers de Cataluña. Está realizada en piedra calcárea y representa la figura castellera de un “pilar de 5”. Fue inaugurada el 30 de agosto de 1963.
El mismo escultor fue autor del Monumento a los castellers situado en Vendrell. Este monumento representa un 4 de 8 y fue ejecutado en dos fases desde 1963. El 1969 se inauguró la mitad inferior de la escultura, y el resto no estuvo finalizado hasta 1976. Esta escultura estaba ubicada originalmente en el barrio de Francàs y en 1995 se trasladó a su actual emplazamiento, en la entrada de la población.